# Gallup (empresa)
A Gallup Poll, ou simplesmente Gallup, é uma empresa de pesquisa de opinião dos Estados Unidos.
Em seu portal a Gallup se descreve como: "somos uma empresa global de análise e consultoria que ajuda líderes e organizações a resolver seus problemas mais urgentes". 

## História
A Gallup, Inc, seu nome oficial, foi fundada em 1930 pelo estatístico George Gallup.

Entre os trabalhos de destaque mundial da eprensa estão o Relatório Mundial da Felicidade, usado, inclusive, pela ONU.